# جوانا سكوت
جوانا سكوت (بالإنجليزية: Joanna Scott)‏‏ (22 يونيو 1960 في الولايات المتحدة -  ) روائية من الولايات المتحدة.

## الجوائز
- زمالة غوغنهايم
- زمالة ماك آرثر